# 李隆悌
李隆悌（692年—702年5月9日），唐朝皇子，唐睿宗第六子，母不详。

## 生平
李隆悌在其祖母武则天在位期间，被封为汝南郡王。长安初年，官居尚乘直长。
长安二年四月八日（702年5月9日），李隆悌去世，時年十一歲，同月二十日葬于万年县崇义乡白鹿之原。
710年唐睿宗复位，追封李隆悌为隋王，赠荆州大都督，李隆悌无子嗣。

## 延伸阅读
[在维基数据编辑]
 《舊唐書/卷95》，出自刘昫《舊唐書》
 《新唐書·卷081》，出自《新唐書》